# Phaal

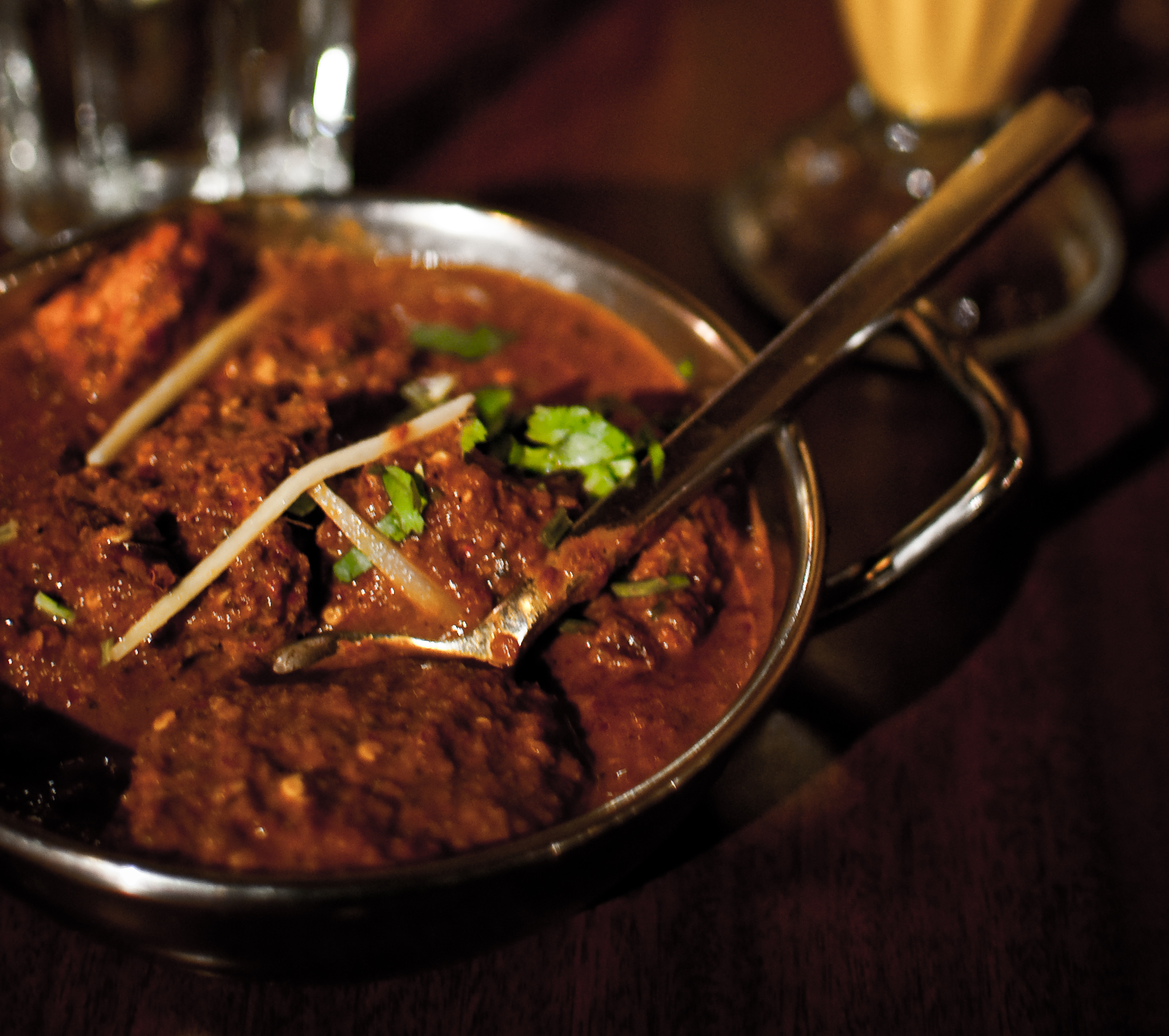
Phaal de pollo

Phaal, algunas veces pronunciado como phall o paal, es un curry de la cocina Bangladés de color, que va desde el rojo hasta el anaranjado. Tiene la reputación de ser unos de los curry más picantes de todos los existentes, pudiendo ser más picante incluso que el Vindaloo, con un contenido que llega a ser de 10 a 12 chillies en una ración estándar. El phaal ha logrado cierta notoriedad por ser uno de los currys más picantes que se pueden obtener en un restaurante Indio, tanto es así que por regla general no aparece especificado en el menú y sólo lo sirven cuando un comensal lo requiere específicamente. El phaal suele servirse con carne, en Bangladés.

## Características
El curry que más se le parece es el Vindaloo, mismo que se prepara con una selección de los chiles rojos más picantes. El phaal, por el contrario, se elabora con una mezcla de chiles verdes y rojos. Existen una gran variedad de chiles en la India que van desde el rojo hasta el verde, los cuales  poseen diferentes intensidades en el picante. Los chiles verdes que hay en las tiendas de occidente no suelen ser tan potentes como los Indios, los más intensos se encuentran en Vietnam o en Tailandia. (véase artículo: Escala Scoville)